# 程邃

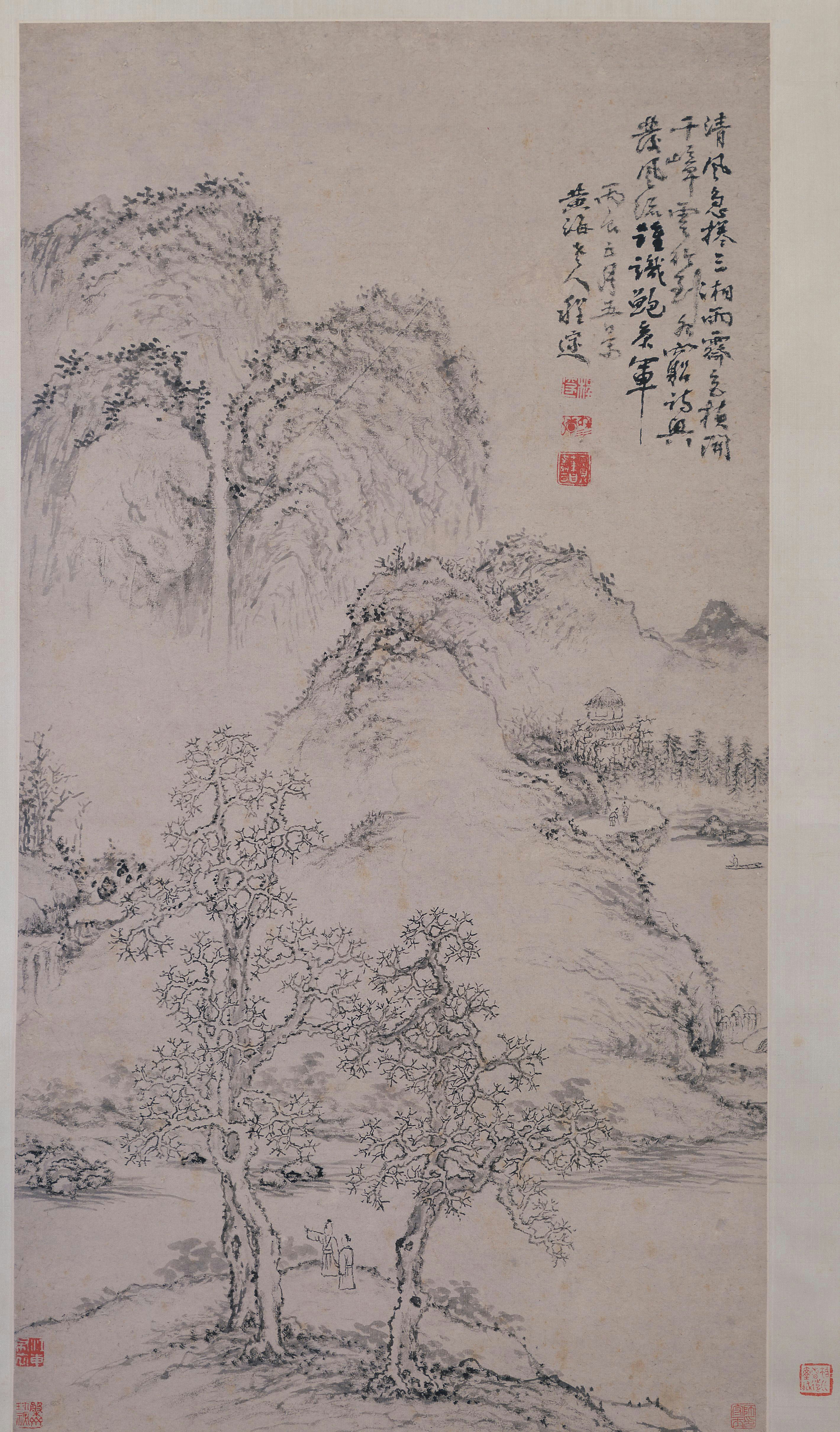
程邃绘《山水图》（北京故宫博物院藏）

程邃（1607年—1692年），字穆倩，號垢區、垢道人、青溪朽民、野全道者、江東布衣，直隸歙縣（今安徽徽州）人，生於華亭，明末清初篆刻家、書法家、畫家。

## 生平
萬曆三十五年（1607年），早年遊學於黃道周、楊廷麟之門下，學習經學、考證學，鑽研詩、書、畫、篆刻等四藝。明亡後，不應賢良詔，晩年移居揚州，以書畫篆刻為生。其篆刻善用沖刀，凝重淳厚，為“徽派”主要代表。周亮工稱“複合《款識錄》、大小篆為一，以離奇錯落行之同，欲以推倒一世”。晚年再移居江都。康熙三十一年（1692年）卒於扬州，年八十六。

## 家族
祖父程九龄，父亲程尧基。